# Spassatel Vassili Bekh (SB-739)
Le Spassatel Vassili Bekh (SB-739) est un remorqueur de sauvetage du projet 22870 en service dans la marine russe de 2017 à son naufrage en 2022 lors de l'invasion russe de l'Ukraine.

## Historique

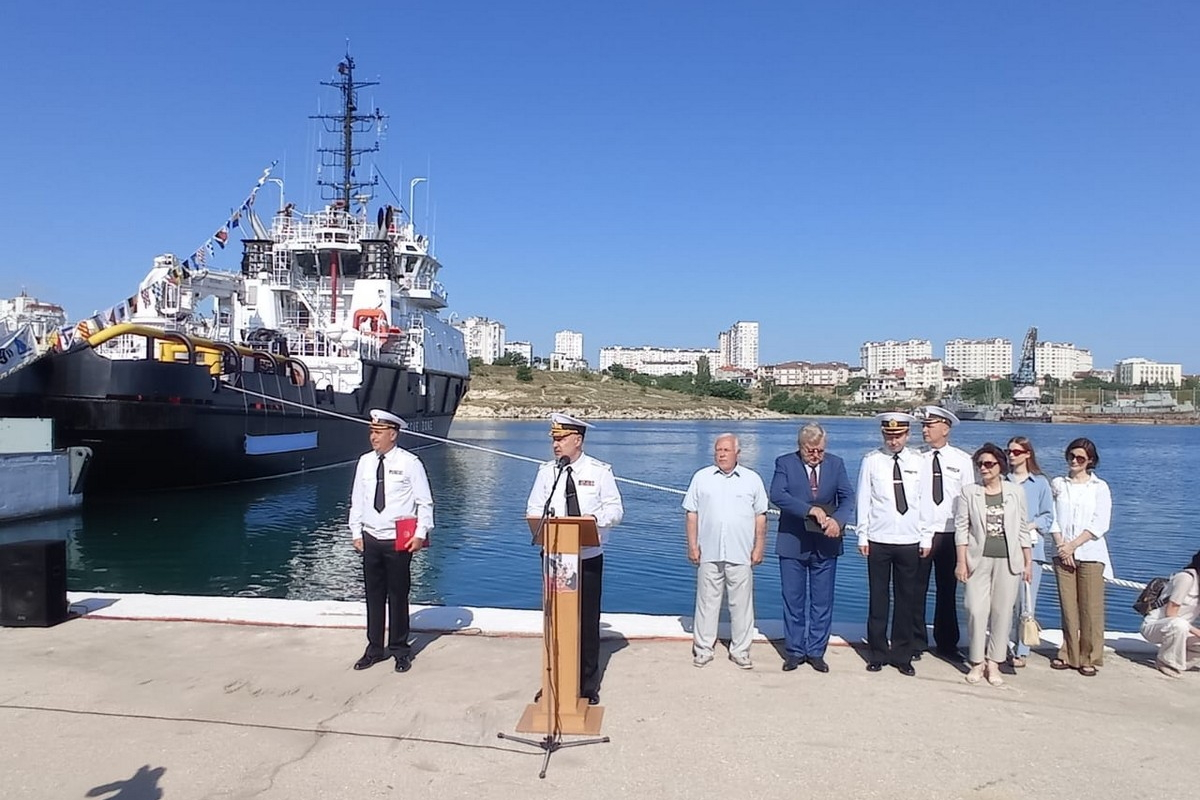
Cérémonie de mise en service du Vassili Bekh en 2017.

Le Vassili Bekh est conçu à Nijni Novgorod par le bureau d'études Vympel. Sa quille est posée au chantier naval de Zvezdochka à Astrakhan sous la désignation SB-739, il est lancé le 2 août 2016 et mis en service dans la marine russe le 16 janvier 2017 après ses essais en janvier 2017.
En mars 2017, le Vassili Bekh est l'un des quatre remorqueurs du projet 22870 affectés à la flotte de la mer Noire, les autres étant le Professeur Nikolaï Mourou, le Capitaine Gouriev et le SB-742. Il rejoint ensuite le 145e détachement de navires de sauvetage. Le navire reçoit le nom de Spassatel Vassili Bekh le 19 avril 2021, du nom de l'ingénieur en chef du service de sauvetage de la flotte de la mer Noire.
Le 17 juin 2022, le Vassili Bekh transporte du personnel, des armes et des munitions pour réapprovisionner l'île des Serpents en mer Noire, alors occupée par la Russie. Ce jour-là, le ministère ukrainien de la Défense diffuse une vidéo de l'attaque du navire prise par un drone de combat Bayraktar TB2. Le remorqueur est frappé par deux missiles anti-navires, possiblement des Harpoon, en succession rapide et coule peu de temps après. Selon les premières informations non confirmées en provenance de Russie, 23 des 33 personnes à bord sont blessées et les 10 autres portées disparues. Peu de temps après le naufrage du 21 juin, les renseignements militaires britanniques confirment l'attaque, déclarant que le navire coulé est certainement le Vassili Bekh et qu'il transportait un système de missile anti-aérien Tor lors de son naufrage.